# یانگون

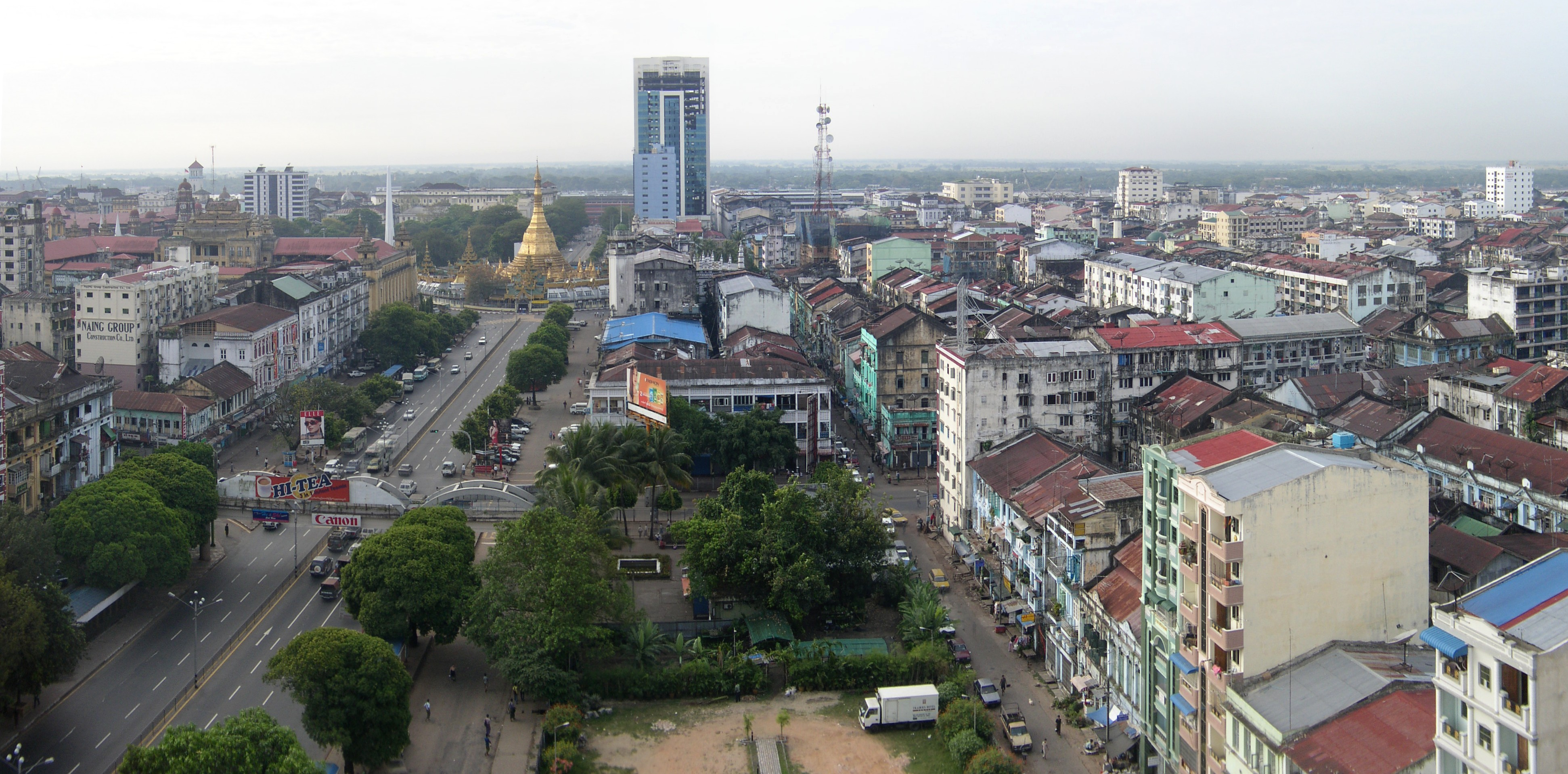
جنوب یانگون.

یانگون (به زبان برمه‌ای: ရန္ကုန္မ္ရုိ့) (نام پیشین: رانگون) پایتخت پیشین کشور میانمار (برمهٔ سابق) بود.
یانگون با ۵ میلیون جمعیت بزرگ‌ترین شهر میانمار است.
شهر یانگون در هم‌ریزشگاه رودخانه‌های یانگون و باگو قرار گرفته و ۳۰ کیلومتر با خلیج مارتابان فاصله دارد.
یک کودتای نظامی باعث انتقال پایتخت از یانگون به نایپیداو شد.